# Azzago
Azzago (Sago in veneto) è una frazione del comune italiano di Grezzana, nella provincia di Verona, in Veneto.

## Geografia fisica
L'abitato si trova a 622 m sul livello del mare, a 7 km da Grezzana e a 16 chilometri da Verona. Il centro di Azzago è ubicato sul dorsale della Valpantena orientale e si trova appena sotto il monte Santa Viola, dove al centro della pineta si trova un forte.

## Storia
Il borgo risale all'epoca alto-medievale, ed è menzionato per la prima volta nel 915 come «vico Aciagus». Lo si ritrova citato di nuovo nelle concessioni dell'imperatore Ottone III all'abbazia di San Zeno Maggiore del 988 e 996.

## Monumenti e luoghi d'interesse

### Architetture religiose
L'edificio principale della frazione è la chiesa parrocchiale di San Pietro in Vincoli, la cui costruzione viene fatta risalire tra l'XI e il XII secolo a opera dei monaci di San Zeno. La parrocchia venne istituita nel 1593. L'edificio della chiesa venne in parte ricostruito tra il 1864 e il 1869 in stile neoclassico. All'interno si trova un ciclo di affreschi di inizio Novecento realizzato da Carlo Donati e Angelo Zamboni.